# Braunia entodonticarpa
Braunia entodonticarpa är en bladmossart som beskrevs av C. Müller 1880. Braunia entodonticarpa ingår i släktet Braunia och familjen Hedwigiaceae. Inga underarter finns listade i Catalogue of Life.